# Stadio Euganeo

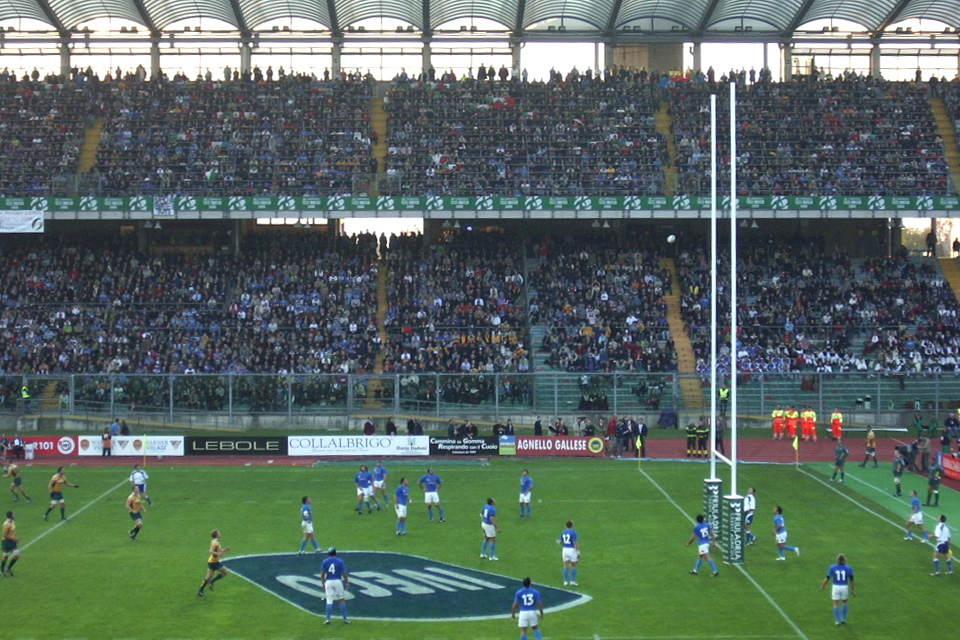
Rugbyspiel Italien - Australien in Padua

Das Stadio Euganeo ist ein Fußballstadion in der italienischen Stadt Padua, Region Venetien. Es ist die Heimstätte des Fußballvereins Calcio Padova. Benannt wurde es nach einer in der Nähe liegenden Hügelkette, den Eugenianischen Hügeln (italienisch: Colli Euganei).

## Geschichte
Am 2. Dezember 1989 wurde der Grundstein für die Anlage gelegt. Calcio Padova stieg 1994 in die Serie A um Saisonstart der Serie A 1994/95 fand das erste Spiel im Stadion statt. Zu diesem Zeitpunkt waren die Ränge hinter der Toren noch nicht gebaut, dies holte man von 1998 bis 2000 nach. Das Stadion fasste lange Zeit ca. 34.000 Zuschauer, heute liegt die Kapazität aufgrund von Sicherheitsauflagen bei 18.060 Plätzen (davon 15.060 überdacht).
Die Spielstätte besteht aus den beiden überdachten Längstribünen (Ost und West) und den unüberdachten Hintertorrängen (Nord und Süd). Die Haupttribüne im Westen bietet 7.407 Plätze (darunter 140 VIP-Plätze, 660 Business-Sitze und 59 Plätze auf der Pressetribüne). Auf der Gegentribüne im Osten verteilen sich 7.653 Plätze. Auf der Nord- wie der Südtribüne sind es jeweils 1.500 Plätze. Zum 100. Geburtstag des Calcio Padova 2010 wurde am 29. Januar im Stadion ein Vereinsmuseum eröffnet.
Der FBC Treviso musste seine ersten Spiele der Serie-A-Saison 2005/06 in Padua austragen, da das Stadio Omobono Tenni erst umgebaut werden musste. Auch die AS Cittadella wich für zwei Serie-B-Spielzeiten (2000/01 und 2001/02) nach Padua aus, weil damals das Stadio Pier Cesare Tombolato in Cittadella nur über 4.000 Plätze verfügte.

## Veranstaltungen

### Fußballländerspiele
Ein Spiel der italienischen Fußballnationalmannschaft der Männer fand bisher in Stadio Euganeo statt.
- 30. März 2005:  Italien -  Island 0:0 (Freundschaftsspiel)

### Rugby-Länderspiele
Die italienische Rugby-Union-Nationalmannschaft trug ein Testspiel im „Euganeo“ aus.
- 08. November 2008:  Italien -  Australien 20:30